# Poltava oblast
Poltava oblast är ett oblast (provins) i Ukraina med en yta på 28 748 km² och 1 544 085 invånare (2006). Huvudort är Poltava. Andra större städer är Horisjni Plavni, Krementjuk, Lubny, Myrhorod och Lochvytsia. Området är centrum för Ukrainas gas- och oljeindustri.
Området ingick i Hetmanatet (1649–1775). 1709 utkämpades slaget vid Poltava, där svenska armén besegrades av Peter den store. Men det dröjde till slutet av 1700-talet innan området införlivades med Ryska Imperiet. Först organiserades ett ryskt guvernement för hela Lillryssland (Ukraina), men åren 1802–1917 ingick området i guvernementet Poltava, beläget på Dnjeprs vänstra strand, som till ytan var nästan dubbelt så stort som dagens oblast.